# Públio Cornélio Cipião (cônsul em 16 a.C.)
Públio Cornélio Cipião (em latim: Publius Cornelius Scipio; n. 48 a.C.) foi um senador romano da gente Cornélia eleito cônsul em 16 a.C. com Lúcio Domício Enobarbo. Ele era filho de Escribônia, a primeira esposa do imperador Augusto, com um Públio Cornélio Cipião.

## História
Cipião era irmão mais velho de Cornélia Cipião, esposa de Lúcio Emílio Lépido Paulo, cônsul em 34 a.C., e meio-irmão de Júlia, a Velha, a filha de Augusto com Lívia Drusa. Ele alegava ser um descendente de Cipião Africano e se gabava disto.
Cipião foi cônsul em 16 a.C., o mesmo ano da morte de sua irmã, Cornélia, aos trinta anos. O poeta Sexto Propércio escreveu uma elegia a ela para o funeral, elogiando a família toda, incluindo Cipião e Escribônia. Sabe-se ainda que ele foi procônsul da Ásia, provavelmente entre 8 e 7 a.C.
Em 2 a.C., Cipião foi exilado por razões desconhecidas, embora traição, adultério e incesto (com Júlia) tenham sido citados como razão oficial.

## Família
Cipião se casou com uma mulher de nome desconhecido e teve uma única filha, Cornélia Africana, que se casou com equestre chamado Aulo Júlio Frontino. Os dois tiveram um filho, o historiador e senador Sexto Júlio Frontino. É possível que ele tenha sido pai da esposa de Lúcio Volúsio Saturnino, cônsul em 3.